# Свјеће
Свјеће (пољ. Świecie) град је у Пољској у Војводству кујавско-поморском. По подацима из 2012. године број становника у месту је био 26 482.

## Становништво
| 2012.  |
| ------ |
| 26 482 |